# Bom Jesus (Rio Grande do Sul)
Bom Jesus is een gemeente in de Braziliaanse deelstaat Rio Grande do Sul. De gemeente telt 12.201 inwoners (schatting 2009).

## Aangrenzende gemeenten
De gemeente grenst aan Jaquirana, Monte Alegre dos Campos, São Francisco de Paula, São José dos Ausentes, Vacaria, Lages (SC) en São Joaquim (SC).